# Mõisaküla
Mõisaküla (lettisk: Muižciems, Meizakila) er en by i det sydlige Estland. Byen ligger ved grænsen til Letland og har et indbyggertal på ca. 744 (2024).